# 木下寿徳
木下 寿徳（きのした じゅとく、1855年〈安政2年〉5月19日 - 1927年〈昭和2年〉春）は、日本の剣術家。諱は守一。警視庁撃剣世話掛、東京帝国大学剣道部師範を務めた。大日本武徳会に参加しなかったため、範士・教士などの称号を持たない。

## 経歴
幕臣・木下守綱の次男として生まれる。木下家は代々御番医師を務め、木下道圓と名乗った。木下家は徳川家の駿河移封に随伴し、寿徳は岡家を継ぎ、静岡藩士となった。
1869年（明治2年）、開墾方頭・中條金之助（景昭）に率いられ牧之原に入植。荒れ地を開墾して茶園を栽培する傍ら、中條に剣術を学んだ。1872年（明治5年）、牧之原を離れ、東京の道場を転々としながら修業を重ねる。その後、千葉県御用掛に就任。
1883年（明治16年）11月4日、向ヶ岡弥生社撃剣大会に出場。1884年（明治17年）11月8日、向ヶ岡弥生社撃剣大会に出場し、会田定次郎（警視庁）に勝ち、高山峰三郎（滋賀県警察部）に敗れた。1885年（明治18年）7月7日、伊藤博文邸で開催された天覧試合に出場し、麻生彦一（警視庁）に勝った。
明治20年代、警視庁撃剣世話掛に就任。後に沖縄県に赴任する。1907年（明治40年）3月、東京帝国大学剣道部師範に就任。警視庁時代に片眼を失明していたため、主に理論で指導した。東京大学の剣道部で今も受け継がれている題字「遊於道」は、寿徳の揮毫である。

## 著書
- 『剣法至極詳伝』、1913年
- 『剣法百則詳解』、1917年